# Luheheide
Mit Luheheide wird der Norden der Lüneburger Heide zwischen den Endmoränen der Harburger Berge (Hohe Heide) im Westen und dem Elbe-Seitenkanal bzw. den Bohndorfer Endmoränen (Ostheide) bezeichnet, die im Ostteil dem hier mit behandelten Uelzener Becken nördlich vorgelagert ist. Neben Hoher Heide, Ostheide, Uelzener Becken und Südheide ist die Luheheide eine von fünf naturräumlichen Haupteinheiten der Lüneburger Heide. Die Bezeichnung Luheheide ist insofern etwas irreführend, als neben dem Unterlauf der zentralen Luhe auch die Unterläufe der Seeve im Westen und der Ilmenau im Osten den Naturraum durchfließen. Es handelt sich um ausgesprochene Grundmoränenlandschaften, die nur an Nahtstellen der Teillandschaften schwach von Endmoränenresten durchzogen sind.
Die Hauptlandschaften der Luheheide sind, von West nach Ost, das Harburger Hügelland als Ostabdachung der Harburger Berge zwischen dem Südwesten Hamburgs und Buchholz in der Nordheide, die Toppenstedter Geest mit dem Höllenberg zwischen Seeve- und Luheniederung sowie das Lüneburger Becken an der Ilmenau um Lüneburg. Strittig ist, ob das Bevenser Becken um Bad Bevensen und Bienenbüttel, das sich südlich ans Lüneburger Becken anschließt, ebenfalls hinzu gerechnet wird oder zur Haupteinheit des größeren, sich noch weiter südlich anschließenden Uelzener Beckens um Uelzen gerechnet wird.
Das Westermann-Lexikon der Geographie von 1983 führt die Luheheide und das Uelzener Becken zusammen als nur eine Haupteinheit Nordheide. Diese umfasst, östlich des Lüneburger Beckens, auch noch den Westteil der Bohndorfer Endmoränen und das Neetzer Becken am Unterlauf der Neetze bei Neetze. Landläufig ist der Begriff Nordheide aber eher mit dem Nordwesten der Heide in den Einzugsgebieten von Seeve und Luhe, inklusive der zugehörigen Teile der Hohen Heide, belegt.

## Naturräumliche Gliederung
Die Haupteinheiten Luheheide und Uelzener Becken spalten sich naturräumlich wie folgt in Unternaturräume auf:
- (zu 64 Lüneburger Heide)
  - 644 Luheheide (ca. 650[6] bzw. 653[7] km²), von West nach Ost, sekundär von Nord nach Süd:
    - 644.0 → Harburger Hügelland (ca. 155 km²)[6]
    - 644.1–3 → Toppenstedter Geest und Randniederungen (ca. 215 km²)[6]
      - 644.1 Seeveniederung
      - 644.2 Toppenstedter Geest[8]
      - 644.3 Luheniederung

    - 644.4–7 → Lüneburger Becken und Randhöhen (ca. 280 km²)[6]
      - 644.4 Dachtmisser Berge – westlicher Nordrand des Lüneburger Beckens
      - 644.5 Wetzer Berge – Westrand des Lüneburger Beckens
      - 644.6 Lüneburger Becken[9]
        - Lüneburger Kalkberg (56 m; Singularität)

      - 644.7 Grünhagener Endmoränen (ca. 40 km²)[6]  – Trennmoräne zum Bevenser Becken

  - 643 Uelzener und Bevenser Becken[10] (ca. 710[6] bzw. 716[11] km²), weiter von Nord nach Süd:
    - 643.2/1 → Bevenser Becken und Emmendorfer Moränen (ca. 300 km²)[6]
      - 643.2 Bevenser Becken (ca. 200 km²)[6]
      - 643.1 Emmendorfer Moränen (ca. 100 km²)[6]  –  Trennmoräne zwischen beiden Zungenbecken

    - 643.0  → Uelzener Becken (ca. 410 km²)[6][12]

### Harburger Hügelland
Mit Harburger Hügelland (644.0) wird die östliche Abdachung der Harburger Berge zur Seeveniederung (644.1) der Seeve bei Hittfeld  im Südwesten der Hansestadt Hamburg und in den Gemeinden Rosengarten und Seevetal, der Samtgemeinde Jesteburg sowie der Stadt Buchholz in der Nordheide, alle Landkreis Harburg, Niedersachsen, bezeichnet.

#### Erhebungen westlich der Seeve
Folgende Erhebungen des Harburger Hügellandes sind erwähnenswert (in Klammern die Höhe über NHN und nachfolgend der jeweilige Naturraum):
- Langer Stein (⊙; 129,0 m[13]; bei Vahrendorf) – Harburger Hügelland
- Kiekeberg (⊙; 127,1 m[13]; bei Vahrendorf) – Harburger Hügelland
- Anhöhe östlich Sottorfs (100,7 m)[14] – Harburger Hügelland
- Klecker Wald (knapp 87 m;[15] Hünenbett im Klecker Wald) – Harburger Hügelland
- Sundern (82 m;[16] südöstlich Tötensens) – Harburger Hügelland
- Hitzenberg (gut 54 m;[17] nordöstlichster Harburger Hügel bei Meckelfeld) – Harburger Hügelland

### Toppenstedter Geest und Randniederungen
Mit Toppenstädter Geest (644.2) wird die Nordostabdachung der Wilseder und Garlstorfer Berge zwischen der Seeveniederung (644.1) der Seeve bei Hittfeld im Nordwesten und der Luheniederung (644.3) der Luhe bei Salzhausen im Südosten bezeichnet. Die Landschaft liegt komplett in der Osthälfte des Landkreises Harburg. Namensgeber ist die Gemeinde Toppenstedt.
Die Seeve fließt von etwa 20 m ü. NHN bei Jesteburg auf etwa 5 m bei Maschen, die Luhe von um 35 m bei Oldendorf (Randort des Landkreises Lüneburg) auf um 15 m bei Garstedt den Bergedorfer Marschen (670.1) der Harburger Elbmarschen (670) der Elbmarschen (67) zu. Beide Niederungen sind im Bereich der Toppenstädter Geest durch eine Randniederung, die sich, von Südost nach Nordwest, von Putensen über Eyendorf, Gödenstorf, Garlstorf, Toppenstedt, Tangendorf und Brackel bis Marxen zieht, verbunden. Die Geländehöhen liegen hier durchgängig unter 50 m und werden deutlich vom Kernhöhenzug der Geest, der am Höllenberg südöstlich Toppenstedts 93 m erreicht, überragt. Der sich bei Wulfsen von der Randsenke nach Osten abwendende Garlstorfer Aubach trennt von diesem Höhenzug noch einmal einen Nord(west)teil ab, der 73 m nicht übersteigt.
Der Naturraum nimmt fast die gesamte Samtgemeinde Salzhausen ein – lediglich der Osten Putensens und Luhmühlen liegen in der Luheniederung und Vierhöfen liegt an der östlichen Nahtstelle der Niederung zu den Dachtmisser Bergen (644.4). Von der Samtgemeinde Hanstedt liegen nur der Norden des Verwaltungssitzes und die Orte Marxen und Brackel (mit Thieshope) im Naturraum. Den Nordwesten nehmen Seevetaler Ortsteile wie Ohlendorf, Ramelsloh und vor allem die fließend ineinander übergehenden Ortsteile Horst und Maschen(-Heide), die größte zusammenhängende Siedlung des Naturraums, ein. Im östlichen Norden liegt Stelle nebst Ashausen, südlich Ashausens schließen sich mit Scharmbeck und Pattensen zwei heutige Stadtteile Winsens an.

#### Erhebungen zwischen Seeve und Luhe
Folgende Erhebungen der Toppenstedter Geest sind erwähnenswert (in Klammern die Höhe über NHN und nachfolgend der jeweilige Naturraum):
- Höllenberg (93 m)[18] – (südliche) Toppenstedter Geest
- Hamberg (78 m;[19] AT am Nordosthang)  – (südliche) Toppenstedter Geest
- Brummelsberg (73 m)[20] – (nördliche) Toppenstedter Geest
- Kreuzberg (62 m)[21] – (nördliche) Toppenstedter Geest
  - Rehmenberg (62 m; 1,8 km ostnordöstlich des Kreuzbergs) – (nördliche) Toppenstedter Geest
- Kuppe im Großen Buchwedel (knapp 68 m)[22] – (nördliche) Toppenstedter Geest
- Hallonen (gut 62 m;[23] nördlicher Randberg mit Jugendheim Reiherhorst) – (nördliche) Toppenstedter Geest

### Lüneburger Becken und Randhöhen
Als Lüneburger Becken (644.6) wird die fast allseitig durch Randhöhen begrenzte Beckenlandschaft an der Ilmenau um die Hansestadt Lüneburg im Landkreis Lüneburg, Niedersachsen, bezeichnet.
Das Lüneburger Becken hat insgesamt nur fünf, z. T. recht schmale Übergänge zu benachbarten Becken und Niederungen und wird von den folgenden Randhöhen begrenzt (im Gegenuhrzeigersinn, beginnend im westlichen Norden, Höhen über NHN):
- Dachtmisser Berge (bis 68 m), westliche Nordbegrenzung
  - ↓ Brümbach (nach Westen zur Luhe) bei Westergellersen (um 40 m); Nordwesten
- (nördliche) Wetzer Berge (bis 91 m); Westbegrenzung
  - ↓ leichte Senke bei Wetzen (Sattel nördlich des Ortes: um 55 m); Südwesten
- (östliche) Wetzer Berge (bis 87 m); westliche Südbegrenzung
  - ↓ Eintritt des Barnstedt-Melbecker Bachs bei Kolkhagen (um 25 m); Süden
- Grünhagener Endmoränen (Südwestflügel; bis 84 m); Südbegrenzung
  - ↓ Eintritt der Ilmenau oberhalb Melbecks (um 15 m); Südosten
- Grünhagener Endmoränen (Nordostflügel; bis 78 m); Südostbegrenzung
- Elbe-Seitenkanal (hier 42 m), dahinter Bohndorfer Endmoränen, Ostheide (hier bis 91 m); Ostbegrenzung
  - ↓ Austritt der Ilmenau westlich Adendorfs (um 5 m), östlicher Norden

Während das Durchbruchstal der Ilmenau zum Becken schmal und von steilen Hängen begleitet ist, mutet die gerodete Senke bei Kolkhagen wie der eigentliche Abfluss eines zwischeneiszeitlichen Zungenbeckens an.
Bei den Dachtmisser Bergen (644.4) und den Wetzer Bergen (644) handelt es sich um Mischlandschaften aus Grundmoränen mit Endmoränenresten. Kerngebiet der einen Rücken in West-Ost-Richtung bildenden Dachtmisser Berge bildet das im Naturraum 19 km² umfassende, sich indes auch nach Norden in die Elbmarschen fortsetzende, ununterbrochene Forstgebiet Hohe Linde. Die Wetzer Berge sind dem gegenüber auf Blatt Hamburg (Süd) als von Norden nach Süden reichender Streifen mit in Querrichtung konstanter, geringer Breite eingezeichnet. Dieses trifft die Geomorphologie und heutige Vegetation nicht ganz. Vielmehr umgeben die Waldberge um Wetzen das Becken sichelförmig, wobei sie in einen bewaldeten Höhenzug nördlich des Ortes (Kernbewaldung: 13 km²) und einen zweiten, der sich nach Südosten zieht mit einer inselartigen Rodung um (Embsen-)Heinsen (23 km² abzüglich Rodungsinseln). Die östlichen Wetzer Berge trennen insbesondere Marxen am Berge, Drögennindorf und Betzendorf am Rand des Süsing bzw. seiner direkten Ausläufer vom Kernbecken.
Von der Kammlinie der Endmoränenreste zwischen Bohndorfer Endmoränen und Süsing läge Kolkhagen noch so gerade im Lüneburger Becken, die Muttergemeinde Barnstedt indes bereits im sich südöstlich anschließenden Bevenser Becken (643.2). Die Karte von Blatt Lüneburg legt indes die Grenze an die Niedrigwasserscheide zwischen Barnstedt-Melbecker Bach und Eitzer Bach bzw. mittlerer Ilmenau, weshalb Barnstedt dort noch als Randort eingezeichnet ist. Indes ist die Wasserscheide minimal nur 39 m hoch und im Gelände praktisch nicht wahrnehmbar.
Die Grünhagener Endmoränen (644.7) an der Kreisgrenze des Landkreises Lüneburg zum Landkreis Uelzen, benannt nach (Bienenbüttel-)Grünhagen auf der Bevenser Seite des Durchbruchtals, sind auf etwa 26 km² und damit zu zwei Dritteln ihrer Fläche bewaldet; auch entlang des Durchbruchtals der Ilmenau nimmt die Rodung gerade einmal 100 m Breite und knapp darüber ein. Die Hänge zum Bevenser Becken sind steil, die zum Lüneburger nur im Nordosten des Nordostflügels, zwischen Deutsch und Wendisch Evern. Südlich Wendisch Everns, im bis auf 36 m herunter reichenden Sattel zwischen den beiden je 78 m erreichenden Hauptgipfeln des Flügels, nämlich dem Timeloberg im Nordwesten und dem Klötzenberg im Südosten, befindet sich der Standortübungsplatz Wendisch Evern, auf dem Heinrich Himmler begraben liegt. Der Südwestflügel ist mit 84 m am Eitzener Berg knapp höher als der nordöstliche.
Der Übergang der Grünhagener in die Bohnhagener Endmoränen (642.7) und somit die Ostheide ist eigentlich fließend; jedoch bildet heute der Elbe-Seitenkanal eine vergleichsweise scharfe Landschaftsgrenze. Weiter nördlich, wo er unmittelbar am Beckenrand verläuft, ist er auch zu größeren Teilen westliche Waldgrenze, was ihn umso mehr zur heutigen Landschaftsgrenze macht.
Im Kernbecken liegen neben der Stadt Lüneburg noch alle Kernorte der Samtgemeinde Ilmenau außer Barnstedt im Süden, alle Kernorte der Samtgemeinde Gellersen im Westen, Wendisch Evern im Osten sowie in nördlicher Randlage Vögelsen und Adendorf. Außerhalb der Hansestadt finden sich verstreut inselartige Haine, in der Stadt selber findet sich im 56 m hohen Kalkberg eine naturräumliche Singularität.

#### Erhebungen und Randhöhen des Lüneburger Beckens
Folgende Erhebungen und Randberge (solche aus benachbarten Haupteinheiten in Kleinschrift) des Lüneburger Beckens sind erwähnenswert (in Klammern die Höhe über NHN und nachfolgend der jeweilige Naturraum):
- Hambornsberg (knapp 91 m;[24] westlich Südergellersens) – (nördliche) Wetzer Berge
- Die Birken (91 m;[25] unmittelbar südöstlich Barendorfs, Nahtstelle zu den Grünhagener Endmoränen) – Bohndorfer Endmoränen, Ostheide
- Fuchsberge (87 m;[26] äußerster Südwestrahmen des Lüneburger Beckens, nah der Nahtstelle zum Süsing; andererseits westsüdwestliche, durch Senke abgetrennte Verlängerung der Grünhagener Endmoränen) – (östliche) Wetzer Berge
  - Brünsberg (85,5 m;[26] unmittelbar südwestlich der Fuchsberge) – (östliche) Wetzer Berge
- Steinhöhe (86 m;[27] östlicher Stadtberg Lüneburgs) – Bohndorfer Endmoränen
- Eitzener Berg (84 m)[28] – Grünhagener Endmoränen (Südwestflügel)
- Rauhe Berge (80 m, Nordnordwestausläufer des Süsing südöstlich Salzhausens) – (nördliche) Wetzer Berge
- Timeloberg (78 m)[29] – Grünhagener Endmoränen (Nordostflügel, Nordseite)
- Escherberg (knapp 74 m;[30] an der Nahtstelle zu Süsing und Lopauer Schweiz, östlich Wetzens) – (östliche)  Wetzer Berge
- Auf dem Hohenfelde  (68 m,[31] nördlich Dachtmissens) – Dachtmisser Berge
- Osterberg (67 m;[32] südwestliche Randhöhe des Lüneburger Becken) – (östliche) Wetzer Berge
- Galgenberg (65 m)[28] – Grünhagener Endmoränen (Südwestflügel, Nordseite)
- Tappenshöhe (64 m)[33] – Dachtmisser Berge
- Zentraler Berg der Dachtmisser Berge (knapp 64 m)[34] – Dachtmisser Berge
- Schwarze Heide (61 m;[35] westliches Lüneburger Becken) – Lüneburger Becken
- Ohberg (knapp 61 m;[36] Nahtstelle der Dachtmisser Berge zu den Wetzer Bergen östlich Westergellersens) – Dachtmisser Berge
- Lüneburger Kalkberg (56 m) – Singularität im Lüneburger Becken (Westteil)

### Bevenser Becken und Emmendorfer Moränen

#### Erhebungen und Randhöhen des Bevenser Beckens
Folgende Erhebungen und Randberge (solche aus benachbarten Haupteinheiten in Kleinschrift) des Bevenser Beckens sind erwähnenswert (in Klammern die Höhe über NHN und nachfolgend der jeweilige Naturraum):
- Eschenberg (109 m;[37] bei Hohenbünstorf) – Emmendorfer Moränen (Westflügel)
- Hellkuhlenberg (108,3 m; Nordosten des Süsing-Hauptwaldgebiets, nah der L 233) – Süsing-Endmoränen, Hohe Heide
- Fechtenberg (104 m;[38]  Westen der Göhrde nordöstlich Himbergens)  – Göhrde, Ostheide
- Lindenberg (102 m;[39]; östlich Barums, unmittelbar am Durchbruch der Ilmenau) – Emmendorfer Moränen (Westflügel)
- Schierbusch (gut 100 m;[40] östliche Süsing-Randhöhe südöstlich (Hanstedt-)Velgens, jenseits der L 233) – Süsing-Endmoränen
- Hohe Berge (99 m;[41] westlicher Drawehn-Randberg) –  Hohe Geest, Ostheide
- Sieckerberg (97,2 m)[42] – Bohndorfer Endmoränen, Ostheide
- Anhöhe im Wiebeck (96 m;[43] nördlich von Groß Thondorf; nach Südosten an die Göhrde angeschlossen) – Bohndorfer Endmoränen, Ostheide
- Fuchsberg (93 m;[43] Nordwesten des Wiebeck) – Bohndorfer Endmoränen
- Sandberg (92 m;[38]  Westausläufer der Göhrde nördlich Himbergens)  –  Göhrde
- Wiernitzberg[44] (92 m;[45] unmittelbar westlich der Göhrde) – Bohndorfer Endmoränen
- Tiedkenberg (83 m;[46] westlicher Drawehn-Randberg) – Hohe Geest
- Eitzener Berg (84 m)[28] – Grünhagener Endmoränen (Westflügel)
- Anhöhe im Mührgehege (83 m;[47] westnordwestlich Oetzens) – Emmendorfer Moränen (Ostflügel)
- Tiedkenberg (83 m;[48] westlicher Drawehn-Randberg) – Hohe Geest
- Häsekenberg (83 m)[49] – Bevenser Becken (Ostteil)
- Thondorfer Berg (80 m)[49] – Bevenser Becken (Ostteil)
- Weißer Berg (80 m;[49] Doppelkuppe, nördliche minimal höher) – Bevenser Becken (Ostteil)
- Anhöhe bei Vastorf-Gifkendorf (78 m)[50] –  Bohndorfer Endmoränen
- Klötzenberg (78 m)[29] – Grünhagener Endmoränen (Ostflügel, Südseite)
- Schäferberg (gut 76 m;[51] äußerster Osten des Beckens) – Bevenser Becken (Ostteil)
- Weißer Berg (80 m;[49] Doppelkuppe, nördliche minimal höher) – Bevenser Becken (Ostteil)
- Hochberg (80 m;[49] Doppelkuppe, südliche minimal höher) – Bevenser Becken (Ostteil)
- Heisterberg (74 m;[52] Randberg des Uelzener Beckens und des Ilmenaudurchbruchs) – Emmendorfer Moränen (Ostflügel)
- Auf der Lage (knapp 72 m;[53] zentrales Bevenser Becken, unmittelbar östlich von Bad Bevensen, Ilmenau und Kanal) – Bevenser Becken (Ostteil)
- Eichenberg (gut 70 m)[54] – Bevenser Becken (Westteil)
- Hahnenberg (58 m;[55] Kulturdenkmal im Nordosten des Beckens) – Bevenser Becken (Ostteil)

### Uelzener Becken

#### Erhebungen und Randhöhen des Uelzener Beckens
Folgende Erhebungen und Randberge (solche aus benachbarten Haupteinheiten in Kleinschrift) des Uelzener Beckens sind erwähnenswert (in Klammern die Höhe über NHN und nachfolgend der jeweilige Naturraum):
- Wierener Berge (knapp 136 m;[56] halbinselartig ins Uelzener Becken ragender Lüß-Randberg südwestlich Wierens; höchster Gipfel heißt Hoher Berg) – Lüßmoränen, Hohe Heide
- Blauer Berg (128 m;[56] halbinselartig ins Uelzener Becken ragender Lüß-Randberg südöstlich Suderburgs) – Lüßmoränen
- Fuchsberge (116 m;[57] 5 km östlich Suhlendorfs) – Hohe Geest, Ostheide
  - Mallätzer Berg (82 m; Südwestausläufer zum Rand des Uelzener Beckens)
- Eschenberg (109 m;[37] bei Hohenbünstorf) – Emmendorfer Moränen (Westflügel)
- Kronsberg (105 m;[57] eine von diversen Kuppen nordöstlich der Fuchsberge) – Hohe Geest
- Lindenberg (102 m;[39]; östlich Barums, unmittelbar am Durchbruch der Ilmenau) – Emmendorfer Moränen (Westflügel)
- Bosenberg (93 m;[58] Lüß-Randberg nordöstlich der Eisenbahn, unmittelbar westlich Ebstorfs) – Lüßmoränen
  - Bullenberg (78 m, Südsüdwestausläufer)
- Lerchenberg (92 m;[59] östlicher Lüß-Randberg westlich Böddenstedts) – Lüßmoränen
- Luisenhöhe (87 m;[60] westlicher Randberg des Drawehn) – Hohe Geest
- Ringenberg (85 m;[61] Randhöhe unmittelbar westlich des Blauen Bergs) – Uelzener Becken
- Weißer Berg (85 m;[62] westlicher Randberg des Drawehn) – Hohe Geest
  - Wachtberg (79 m) – Südwestausläufer
  - Hasselberg (71 m) – Westausläufer
- Schlaminsberge (knapp 84 m;[63] südöstlicher Beckenrand an der Nahtstelle zum Lüß) – Bodenteicher Geest, Ostheide
- Blauer Berg (knapp 84 m;[64] südöstlicher Beckenrand) – Bodenteicher Geest
- Anhöhe im Mührgehege (83 m;[47] westnordwestlich Oetzens) – Emmendorfer Moränen (Ostflügel)
- Buchenberg (78 m;[65] westlich Uelzens) – Uelzener Becken (Westteil)
- Heisterberg (74 m;[52] Randberg des Uelzener Beckens und des Ilmenaudurchbruchs) – Emmendorfer Moränen (Ostflügel)
- Voßberg (74 m;[66] westlichster Berg des Drawehn) – Hohe Geest

#### Kulturlandschaftsraum
Der Kulturlandschaftsraum Uelzener Becken umfasst ein 1240 km² großes Gebiet. Diese Zuordnung zu den Kulturlandschaften in Niedersachsen hat der Niedersächsische Landesbetrieb für Wasserwirtschaft, Küsten- und Naturschutz (NLWKN) 2018 getroffen. Ein besonderer, rechtlich verbindlicher Schutzstatus ist mit der Klassifizierung nicht verbunden.

## Globalere Erhebungen
Folgende Erhebungen der Luheheide und des Uelzener Beckens sind höchster Berg eines orographischen Teil-Höhenzuges oder aber zumindest besonders dominant, (mindestens halbseitig) prominent oder singulär (in Klammern die Höhe über NHN und nachfolgend der jeweilige Naturraum):
- Eschenberg (109 m;[37] bei Hohenbünstorf) – Emmendorfer Moränen (Westflügel)
- Anhöhe östlich Sottorfs (100,7 m)[14] – Harburger Hügelland
- Höllenberg (93 m)[18] – (südliche) Toppenstedter Geest
- Hambornsberg (knapp 91 m;[24] westlich Südergellersens) – (nördliche) Wetzer Berge
- Fuchsberge (87 m;[26] äußerster Südwestrahmen des Lüneburger Beckens, nah der Nahtstelle zum Süsing; andererseits westsüdwestliche, durch Senke abgetrennte Verlängerung der Grünhagener Endmoränen) – (östliche) Wetzer Berge
- Häsekenberg (83 m)[49] – Bevenser Becken (Ostteil)
- Anhöhe im Mührgehege (83 m;[47] westnordwestlich Oetzens) – Emmendorfer Moränen (Ostflügel)
- Buchenberg (78 m;[65] westlich Uelzens) – Uelzener Becken (Westteil)
- Timeloberg (78 m)[29] – Grünhagener Endmoränen (Ostflügel, Nordseite)
- Klötzenberg (78 m)[29] – Grünhagener Endmoränen (Ostflügel, Südseite)
- Brummelsberg (73 m)[20] – (nördliche) Toppenstedter Geest
- Auf dem Hohenfelde  (68 m,[31] nördlich Dachtmissens) – Dachtmisser Berge
- Lüneburger Kalkberg (56 m) – Singularität im Lüneburger Becken (Westteil)